# Judith Schalansky
Judith Schalansky, née le 20 septembre 1980 à Greifswald, est une écrivaine et éditrice allemande.
L'astéroïde (95247) Schalansky est nommé en son honneur. Elle est membre de l'Académie des sciences et des lettres de Mayence depuis 2019.
Ayant étudié le graphisme et l'histoire de l'art, Judith Schalansky met elle-même en forme plusieurs de ses romans (travail sur l’iconographie, la mise en page, la maquette), ce qui lui a valu plusieurs prix de design, par exemple le 1er Prix de la fondation Kunstbuch pour Atlas des îles abandonnées (en 2009) et L’inconstance de l’espèce (en 2012).
Elle dirige depuis 2013 la collection Naturkunde de l'éditeur berlinois Matthes & Seitz.
En 2020, Schalansky remporte le Prix Nicolas-Born.
Son ouvrage Verzeichnis einiger Verlust (traduit en anglais An Inventory of Losses) figure dans la première sélection (longlist) du Prix international Booker de 2021. Elle remporte le Prix Gutenberg de la ville de Leipzig en 2021.
Ses oeuvres sont traduites dans plus de vingt langues.

## Œuvre
- 2006 : Fraktur Mon Amour

- 2008 : Atlas der abgelegenen Inseln. Fünfzig Inseln, auf denen ich nie war und niemals sein werde
- 2008 : Blau steht dir nicht
- 2011 : Taschenatlas der abgelegenen Inseln. Fünfzig Inseln, auf denen ich nie war und niemals sein werde
- 2011 : Der Hals der Giraffe
- 2018 : Verzeichnis einiger Verluste. Suhrkamp, Berlin 2018,  (ISBN 978-3-518-42824-5)

### Œuvre traduite en français
- Atlas des îles abandonnées (en) ; préface d'Olivier de Kersauson ; traduit de l'allemand par Élisabeth Landes. Paris : Arthaud, 2010 (épuisé). - Traduction de : Atlas der abgelegenen Inseln. Nouvelle édition en 2017
- L'inconstance de l'espèce ; traduit de l'allemand par Matthieu Dumont. Actes Sud (collection Lettres allemandes), 2013. Traduction de Der Hals der Giraffe. Suhrkamp, 2011
- Inventaire de choses perdues, traduit de l'allemand par Lucie Lamy. Paris : Ypsilon éditeur, 2023[5]. Traduction de : Verzeichnis einiger Verluste, Suhrkamp, 256 pages, 2018 (ISBN 978-2-35654-121-5)